# (17458) Dick
(17458) Dick est un astéroïde de la ceinture principale.

## Description
(17458) Dick est un astéroïde de la ceinture principale. Il fut découvert le 13 octobre 1990 à Tautenburg par Lutz Dieter Schmadel et Freimut Börngen. Il présente une orbite caractérisée par un demi-grand axe de 3,01 UA, une excentricité de 0,10 et une inclinaison de 1,4° par rapport à l'écliptique.

## Compléments